# Esztebnekhuta
Esztebnekhuta (1899-ig Sztebnikhuta, szlovákul: Stebnícka Huta, németül: Glashütte) község Szlovákiában, az Eperjesi kerület Bártfai járásában.

## Fekvése
Bártfától 17 km-re északra, az Alacsony-Beszkidekben, a lengyel határ mellett fekszik.

## Története
1600-ban említik először, a makovicai birtokhoz tartozott. 1641-ben létesítették üveggyárát, ahol kristályüveget is előállítottak. 1787-ben 29 háza és 167 lakosa volt.
A 18. század végén Vályi András így ír róla: „HUTA. Stebnik Huta, és Végles Huta. Két Orosz faluk Sáros Várm. földes Urai G. Aspermont, és Hutkai Uraságok, fekszenek a’ Makoviczai Uradalomban, javaik tsekéllyek, határjaiknak 1/4 része jobbatska.”
1828-ban 21 háza és 316 lakosa volt. A 19. század középétől fűrészüzem is működött a faluban.
Fényes Elek 1851-ben kiadott geográfiai szótárában így ír a faluról: „Hutta, (Sztebnik), tót falu, Sáros vmegyében, a makoviczi uradalomban, Zborohoz 3 órányira, a gallicziai határszélen: 303 kath. lak.; üveghutával, s nagy erdőséggel. Ut. p. Bártfa.”
Üveggyára 1856-ig, fűrészüzeme 1914-ig működött. A trianoni diktátum előtt Sáros vármegye Bártfai járásához tartozott.
A falu a téli sportok kedvelőinek paradicsoma.

## Népessége
| Év:            | 1994. | 2004.   | 2014.   | 2024.    |
| -------------- | ----- | ------- | ------- | -------- |
| Emberek száma: | 242   | 253     | 234     | 194      |
| Eltérés:       |       | +4,54 % | -7,50 % | -17,09 % |

| Év:            | 2023. | 2024. |
| -------------- | ----- | ----- |
| Emberek száma: | 194   | 194   |
| Eltérés:       |       | +0 %  |

1910-ben 393, túlnyomórészt szlovák lakosa volt.
2001-ben 258 lakosából 254 szlovák volt.
2011-ben 261 lakosából 256 szlovák.

## Külső hivatkozások
- Községinfó
- Esztebnekhuta a térképen
- E-obce